# Abdallah al-Sallal
Abdallah Yahya al-Sallal (arabe : عبد الله يحيى السلال , romanisé : ʿAbd Allāh Yaḥyā al-Sallāl ; 9 janvier 1917 - 5 mars 1994) était un nationaliste arabe et le chef de la révolution nord-yéménite de 1962. Il a été le premier président de la République arabe du Yémen du 27 septembre 1962 au 5 novembre 1967.

## Biographie

### Jeunesse
Al-Sallal est né dans le village de Sha'asan, district de Sanhan. Son père est mort alors qu'il était encore jeune. Al-Sallal a rejoint le seul orphelinat de Sanaa, connu sous le nom d'Orphan School, qui est devenu plus tard célèbre pour avoir élevé bon nombre des plus grands patriotes du Yémen et certains des politiciens les plus influents de cette époque.
À la fin des années 1930, il a terminé sa formation militaire à Bagdad, en Irak. Il devient sous-lieutenant à cette époque.
Bien qu'il ne fasse pas partie de l'élite sociale au Yémen, Al-Sallal était largement respecté par la communauté militaire en tant qu'officier compétent et effronté, bien qu'il soit le fils d'un boucher, une profession méprisée avant la révolution.

### Carrière politique
Al-Sallal a dirigé les forces révolutionnaires qui ont déposé le roi Muhammad al-Badr et mis fin au Royaume mutawakkilite du Yémen. Il a présidé la République arabe du Yémen (YAR) nouvellement fondée, avec des liens étroits avec Gamal Abdel Nasser, président d'Égypte, qui a été l'allié le plus puissant de la République arabe du Yémen dans la guerre contre les royalistes mutawakkilites soutenus par l'Arabie saoudite qui a duré jusqu'en 1970.
Le président du Yémen, Abdullah al-Sallal, a négocié avec les chefs tribaux après la révolution pour aider à cimenter la république. Il a ensuite été évincé lors d'un coup d'État sans effusion de sang dirigé par Abdel Rahman al-Iryani et exilé en Égypte, où il est resté jusqu'à ce que le président Ali Abdullah Saleh l'invite à revenir au début des années 1980.
Six hommes différents ont occupé le poste de Premier ministre sous Al-Sallal, dont Al-Sallal lui-même à trois reprises. Il détient les deux titres depuis la formation de la république jusqu'au 26 avril 1963, date à laquelle il nomme Abdul Latif Dayfallah, ainsi que brièvement en 1965 et du 18 septembre 1966 jusqu'à la fin de sa présidence. Abdel Rahman al-Iryani, successeur d'al-Sallal à la présidence en 1967, a été Premier ministre en 1963 et 1964. Hassan al-Amri a occupé le poste à trois reprises.